# Državno prvenstvo Slovenije v vožnji na čas
Državno prvenstvo Slovenije v vožnji na čas ali kronometru poteka od leta 1991 naprej.
Leta 2006 in 2007 je Kristijan Koren postal državni prvak med mlajšimi člani (U23) in ne med člani (Elite), kot pogosto napačno navajajo mediji, samo zato ker je postavil absolutno najboljši čas in s tem povzročil veliko zmede. Državni prvaka za ti dve leti med člani pa sta postala Kristjan Fajt (2006) in leto kasneje še Gregor Gazvoda, čeprav sta oba imela absolutno le drugi najboljši čas. Isto se je ponovilo še dve leti kasneje na cestni dirki, zato se je Kolesarska zveza Slovenije (KZS) odločila za spremembo pravil in jih naredila bolj razumljiva. Tako od leta 2010 dalje za razliko od prej, potencialni zmagovalec U23 po času, postane članski državni prvak (ne le v svoji kategoriji), isto velja za drugo, tretje mesto...itd.
Od 2012 do 2020 je bilo prvenstvo v Ljubljani v okviru Maratona Franja na relaciji BTC–Domžale–BTC.

## Statistika

### Večkratni članski državni prvaki
Vsi državni prvaki z več kot eno zmago v članski konkurenci (Elite).
| Naslovi | Moški           | Leto                         |
| ------- | --------------- | ---------------------------- |
| 5       | Gregor Gazvoda  | 2005, 2007, 2008, 2010, 2014 |
| 4       | Jan Tratnik     | 2015, 2018, 2021, 2022       |
| 3       | Robert Pintarič | 1994, 1995, 1996             |
| 3       | Tadej Pogačar   | 2019, 2020, 2023             |
| 2       | Saša Sviben     | 1993, 1997                   |
| 2       | Mitja Mahorič   | 2001, 2003                   |
| 2       | Janez Brajkovič | 2009, 2011                   |
| Naslovi | Ženske          | Leto                         |
| 5       | Tjaša Rutar     | 2008, 2009, 2010, 2011, 2012 |
| 4       | Urška Žigart    | 2020, 2022, 2023, 2024       |
| 4       | Eugenia Bujak   | 2018, 2019, 2021, 2025       |
| 2       | Minka Logonder  | 1995, 1996                   |
| 2       | Urša Pintar     | 2016, 2017                   |

### Prireditelji
| Krat | Moški           |
| ---- | --------------- |
| 8    | Ljubljana       |
| 8    | Solkan          |
| 2    | Kranj           |
| 2    | Pokljuka        |
| 1    | Nova Gorica     |
| 1    | Novo mesto      |
| 1    | Ptuj            |
| 1    | Koper           |
| 1    | Atomske toplice |
| 1    | Kozje           |
| 1    | Zagreb          |
| 1    | Lenart          |
| 1    | Tišina          |
| 1    | Karteljevo      |
| 1    | Trebnje         |
| 1    | Celje           |

| Krat | Ženske      |
| ---- | ----------- |
| 8    | Ljubljana   |
| 6    | Solkan      |
| 2    | Pokljuka    |
| 1    | Kranj       |
| 1    | Nova Gorica |
| 1    | Novo mesto  |
| 1    | Kozje       |
| 1    | Koper       |
| 1    | Karteljevo  |
| 1    | Trebnje     |
| 1    | Celje       |

## Elite

### Moški
| Gregor Gazvoda | Jan Tratnik |
| -------------- | ----------- |
| 100x           | 100x        |
| 5 naslovov     | 4 naslovi   |

| Tadej Pogačar | Primož Roglič |
| ------------- | ------------- |
| 100x          | 100x          |
| 3 naslovi     | 1 naslov      |

| Datum              | Kraj                                             | Dolžina                                          | Prvak                                            | 2. mesto                                         | 3. mesto                                         |                                                  |
| 13. oktober 1991   | Nova Gorica                                      | 40,8 km                                          | Marko Baloh (Merx Celje)                         | Sandi Papež (KD Krka)                            | Igor Bertoncelj (Sava Kranj)                     | [ 1 ]                                            |
| 1992               | DP za moške v vožnji na čas ni bilo organizirano | DP za moške v vožnji na čas ni bilo organizirano | DP za moške v vožnji na čas ni bilo organizirano | DP za moške v vožnji na čas ni bilo organizirano | DP za moške v vožnji na čas ni bilo organizirano | DP za moške v vožnji na čas ni bilo organizirano |
| 16. oktober 1993   | At. toplice                                      | 42 km                                            | Sašo Sviben (KD Krka)                            | Robert Pintarič (Rog Ljubljana)                  | Marko Baloh (Rog Ljubljana)                      | [ 2 ] [ 3 ]                                      |
| 9. oktober 1994    | Kozje                                            | 44 km                                            | Robert Pintarič (Rog Ljubljana)                  | Borut Rovšček (Sava Kranj)                       | Sašo Sviben (Rog Ljubljana)                      | [ 4 ] [ 5 ]                                      |
| 3. junij 1995      | Kranj                                            | 40 km                                            | Robert Pintarič (Rog Ljubljana)                  | Brane Ugrenovič (KD Krka)                        | Boris Premužič (Rog Ljubljana)                   | [ 6 ] [ 7 ]                                      |
| 29. junij 1996     | Novo mesto                                       | 22,7 km                                          | Robert Pintarič (Rog Ljubljana)                  | Sašo Sviben (Rog Ljubljana)                      | Boris Premužič (Rog Ljubljana)                   | [ 8 ]                                            |
| 27. september 1997 | Kranj                                            | 40 km                                            | Sašo Sviben (Rog Ljubljana)                      | Robert Pintarič (Rog Ljubljana)                  | Valter Bonča (Rog Ljubljana)                     | [ 9 ] [ 10 ]                                     |
| 1998               | DP za moške v vožnji na čas ni bilo organizirano | DP za moške v vožnji na čas ni bilo organizirano | DP za moške v vožnji na čas ni bilo organizirano | DP za moške v vožnji na čas ni bilo organizirano | DP za moške v vožnji na čas ni bilo organizirano | DP za moške v vožnji na čas ni bilo organizirano |
| 25. junij 1999     | Ptuj                                             | 48,6 km                                          | Branko Filip (Gerolsteiner)                      | Saša Sviben (Perutnina Ptuj Radenska Rog)        | Kristjan Mugerli (De Nardi–Pasta Montegrappa)    | [ 11 ] [ 12 ]                                    |
| 22. junij 2000     | Zagreb                                           | n/a                                              | Valter Bonča (Bosch Hausgeräte)                  | Mitja Mahorič (KRKA-Telekom Slovenije)           | Igor Kranjec (KRKA-Telekom Slovenije)            | [ 13 ]                                           |
| 29. junij 2001     | Lenart                                           | 36,5 km                                          | Mitja Mahorič (KRKA-Telekom Slovenije)           | Sašo Sviben (Stabil-Steiermark)                  | Boris Premužič (KRKA-Telekom Slovenije)          | [ 14 ]                                           |
| 2002               | DP za moške v vožnji na čas ni bilo organizirano | DP za moške v vožnji na čas ni bilo organizirano | DP za moške v vožnji na čas ni bilo organizirano | DP za moške v vožnji na čas ni bilo organizirano | DP za moške v vožnji na čas ni bilo organizirano | DP za moške v vožnji na čas ni bilo organizirano |
| 27. junij 2003     | Tišina                                           | 40 km                                            | Mitja Mahorič (Perutnina Ptuj)                   | Valter Bonča (Perutnina Ptuj)                    | Dean Podgornik (Perutnina Ptuj)                  | [ 15 ]                                           |
| 25. junij 2004     | Solkan                                           | 37 km                                            | Dean Podgornik (Tenax)                           | Gregor Gazvoda (Perutnina Ptuj)                  | Boris Premužič (Sava Kranj)                      | [ 16 ]                                           |
| 19. junij 2005     | Solkan                                           | 36,4 km                                          | Gregor Gazvoda (Perutnina Ptuj)                  | Valter Bonča (Sava)                              | Dean Podgornik (Tenax–Nobili Rubinetterie)       | [ 17 ] [ 18 ]                                    |
| 8. oktober 2006    | Solkan                                           | 37,6 km                                          | Kristjan Fajt (Radenska–PowerBar)                | David Tratnik (Radenska–PowerBar)                | Matej Gnezda (Radenska–PowerBar)                 | [ 20 ]                                           |
| 25. junij 2007     | Solkan                                           | 37,9 km                                          | Gregor Gazvoda (Perutnina Ptuj)                  | Matej Mugerli (Liquigas)                         | Dean Podgornik (MapaMap-BantProfi)               | [ 23 ] [ 24 ]                                    |
| 25. junij 2008     | Solkan                                           | 37.9 km                                          | Gregor Gazvoda (Perutnina Ptuj)                  | Kristjan Koren (Perutnina Ptuj)                  | Jure Zrimšek (Adria Mobil)                       | [ 25 ]                                           |
| 25. junij 2009     | Solkan                                           | 37,9 km                                          | Janez Brajkovič (Astana)                         | Gregor Gazvoda (EQA–Meitan Hompo–Graphite)       | Kristjan Koren (Bottoli Nordelettrica Ramonda)   | [ 26 ]                                           |
| 25. junij 2010     | Solkan                                           | 36,7 km                                          | Gregor Gazvoda (Arbö KTM–Gebrüder Weiss)         | Kristjan Koren (Liquigas-Doimo)                  | Borut Božič (Vacansoleil)                        | [ 27 ] [ 28 ]                                    |
| 26. junij 2011     | Solkan                                           | 37,9 km                                          | Janez Brajkovič (Team RadioShack)                | Robert Vrečer (Obrazi Delo Revije)               | (odvzeto leta 2019)                              | [ 29 ]                                           |
| 8. junij 2012      | Ljubljana                                        | 37,4 km                                          | Robert Vrečer (Team Vorarlberg)                  | Gregor Gazvoda (Ag2r-La Mondiale)                | Jan Polanc (Radenska)                            | [ 30 ]                                           |
| 7. junij 2013      | Ljubljana                                        | 37,2 km                                          | Klemen Štimulak (Adria Mobil)                    | Matej Mugerli (Adria Mobil)                      | Kristjan Fajt (Adria Mobil)                      | [ 31 ]                                           |
| 6. junij 2014      | Ljubljana                                        | 36 km                                            | Gregor Gazvoda (Gebrüder Weiss–Oberndorfer)      | Klemen Štimulak (Adria Mobil)                    | Blaž Jarc (NetApp–Endura)                        | [ 32 ]                                           |
| 12. junij 2015     | Ljubljana                                        | 44 km                                            | Jan Tratnik (Amplatz–BMC)                        | Klemen Štimulak (Adria Mobil)                    | Gregor Gazvoda (Kinan Cycling Team)              | [ 33 ] [ 34 ]                                    |
| 10. junij 2016     | Ljubljana                                        | 44 km                                            | Primož Roglič (LottoNL–Jumbo)                    | Matej Mohorič (Lampre–Merida)                    | Rok Korošec (Radenska–Ljubljana)                 | [ 35 ] [ 36 ]                                    |
| 9. junij 2017      | Ljubljana                                        | 44 km                                            | Jan Polanc (UAE Team Emirates)                   | Gregor Gazvoda (Adria Mobil)                     | Izidor Penko (Rog–Ljubljana)                     | [ 37 ]                                           |
| 8. junij 2018      | Ljubljana                                        | 44 km                                            | Jan Tratnik (CCC–Sprandi–Polkowice)              | Tadej Pogačar (UAE Team Emirates)                | Izidor Penko (Ljubljana Gusto Xaurum)            | [ 38 ]                                           |
| 7. junij 2019      | Ljubljana                                        | 44 km                                            | Tadej Pogačar (UAE Team Emirates)                | Matej Mohorič (Bahrain–Merida)                   | Jan Tratnik (Bahrain–Merida)                     | [ 39 ]                                           |
| 28. junij 2020     | Pokljuka                                         | 15,7 km                                          | Tadej Pogačar (UAE Team Emirates)                | Primož Roglič (Team Jumbo–Visma)                 | Jan Polanc (UAE Team Emirates)                   | [ 40 ] [ 41 ]                                    |
| 17. junij 2021     | Koper                                            | 31,5 km                                          | Jan Tratnik (Team Bahrain Victorious)            | Jan Polanc (UAE Team Emirates)                   | Tadej Pogačar (UAE Team Emirates)                | [ 42 ]                                           |
| 23. junij 2022     | Karteljevo                                       | 28,8 km                                          | Jan Tratnik (Team Bahrain Victorious)            | Matej Mohorič (Team Bahrain Victorious)          | Jan Polanc (UAE Team Emirates)                   | [ 43 ]                                           |
| 22. junij 2023     | Pokljuka                                         | 15,7 km                                          | Tadej Pogačar (UAE Team Emirates)                | Marko Pavlič (mebloJOGI Pro-concrete)            | Anže Skok (Ljubljana Gusto Santic)               | [ 44 ]                                           |
| 20. junij 2024     | Trebnje                                          | 30,1 km                                          | Matej Mohorič (Team Bahrain Victorious)          | Matevž Govekar (Team Bahrain Victorious)         | Jaka Primožič (Hrinkow Advarics)                 | [ 45 ] [ 46 ]                                    |
| 27. junij 2025     | Celje                                            | 29 km                                            | Mihael Štajnar (Pogi Team Gusto Ljubljana)       | Matic Žumer (Adria Mobil)                        | Timotej Bavec (KK Ribno Alpine Resort Bled)      | [ 47 ]                                           |

1. ↑  Zagreb (2000) – je gostil skupno državno prvenstvo v kronometru za hrvaške in slovenske kolesarje.
2. ↑  Solkan (2006) – absolutni zmagovalec po času je bil Kristjan Koren (a le državni prvak do U23), Kristjan Fajt pa je postal članski državni prvak (Elite).[19]
3. ↑  Solkan (2007) – absolutni zmagovalec po času je bil Kristjan Koren (a le državni prvak do U23), Gazvoda pa je postal članski državni prvak (Elite).[21][22]
4. ↑  Solkan (2009) – Blaž Jarc je postavil absolutno drugi najboljši čas, a je nastopal le v kategoriji do U-23.
5. ↑  Solkan (2011) – Koren je bil tretji. Vsi njegovi rezultati iz tega in naslednjega leta pa so bili leta 2019 zaradi dopinga za nazaj izbrisani in razveljavljeni.
6. ↑  Karteljevo (2022) – kronometer je bil prvotno predviden v Mariboru (tako kot cestna dirka), a so ga zadnji hip prestavili v Karteljevo (Novo mesto).
                                V Karteljevem je bilo hkrati z slovenskim, organizirano tudi avstrijsko državno prvenstvo v vožnji na čas (kronometru).

### Ženske
| Tjaša Rutar | Urška Žigart | Eugenia Bujak |
| ----------- | ------------ | ------------- |
| 100x        | 60x          | 100x          |
| 5 naslovov  | 4 naslovi    | 4 naslovi     |

| Datum            | Kraj                                              | Dolžina                                           | Prvakinja                                         | 2. mesto                                          | 3. mesto                                          |                                                   |
| 13. oktober 1991 | Nova Gorica                                       | 13,6 km                                           | Kristan (AS Astra VT)                             | Marjeta Sajevec (KD Krka)                         | Marija Trobec (KK Soča)                           | [ 1 ]                                             |
| 1992 – 1993      | DP za ženske v vožnji na čas ni bilo organizirano | DP za ženske v vožnji na čas ni bilo organizirano | DP za ženske v vožnji na čas ni bilo organizirano | DP za ženske v vožnji na čas ni bilo organizirano | DP za ženske v vožnji na čas ni bilo organizirano | DP za ženske v vožnji na čas ni bilo organizirano |
| 9. oktober 1994  | Kozje                                             | 16,5 km                                           | Vida Uršič (Stop Team)                            | Minka Logonder (Proloco Scott)                    | Marjeta Sajevec (KD Krka)                         | [ 5 ]                                             |
| 3. junij 1995    | Kranj                                             | 20 km                                             | Minka Logonder (Proloco Scott)                    | Krebs (Avs)                                       | Vida Uršič (Stop Team)                            | [ 7 ]                                             |
| 29. junij 1996   | Novo mesto                                        | 14 km                                             | Minka Logonder (Proloco Scott)                    | Vida Uršič (Stop Team)                            | Marjeta Sajevec (KD Krka)                         | [ 8 ]                                             |
| 1997 – 2005      | DP za ženske v vožnji na čas ni bilo organizirano | DP za ženske v vožnji na čas ni bilo organizirano | DP za ženske v vožnji na čas ni bilo organizirano | DP za ženske v vožnji na čas ni bilo organizirano | DP za ženske v vožnji na čas ni bilo organizirano | DP za ženske v vožnji na čas ni bilo organizirano |
| 8. oktober 2006  | Solkan                                            | 13 km                                             | Katja Šorli (Brda Dobrovo)                        | Jelka Rakuš (Bambi AU2)                           | Maja Štangelj (Adria Mobil)                       | [ 48 ]                                            |
| 25. junij 2007   | Solkan                                            | 18 km                                             | Jelka Rakuš (Bam.bi BI-A2U)                       |                                                   |                                                   | [ 49 ] [ 22 ]                                     |
| 25. junij 2008   | Solkan                                            | 18 km                                             | Tjaša Rutar (KK Postojna)                         | Katja Šorli (Brda Dobrovo)                        | Ajda Opeka (KK Postojna)                          | [ 50 ] [ 51 ]                                     |
| 25. junij 2009   | Solkan                                            | 18 km                                             | Tjaša Rutar (Klub Polet Garmin)                   | Polona Batagelj (Pedale Castellano)               | Alenka Novak (Klub Polet Garmin)                  | [ 52 ] [ 53 ]                                     |
| 25. junij 2010   | Solkan                                            | 18 km                                             | Tjaša Rutar (Klub Polet Garmin)                   | Sigrid Corneo (Top Girls Fassa Bortolo)           | Polona Batagelj (Bizkaia–Durango)                 | [ 54 ] [ 55 ]                                     |
| 26. junij 2011   | Solkan                                            | 18 km                                             | Tjaša Rutar (Klub Polet Garmin)                   | Polona Batagelj (Bizkaia–Durango)                 | Alenka Novak (Klub Polet Garmin)                  | [ 29 ] [ 56 ]                                     |
| 8. junij 2012    | Ljubljana                                         | 18,6 km                                           | Tjaša Rutar (Klub Polet Garmin)                   | Urša Pintar (Klub Polet Garmin)                   | Sara Frece (Klub Polet Garmin)                    | [ 57 ] [ 58 ]                                     |
| 7. junij 2013    | Ljubljana                                         | 18 km                                             | Sara Frece (E.Leclerc–Klub Polet)                 | Polona Batagelj (Diadora–Pasta Zara)              | Alenka Novak (E.Leclerc–Klub Polet)               | [ 31 ] [ 59 ]                                     |
| 6. junij 2014    | Ljubljana                                         | 18 km                                             | Polona Batagelj (BTC City Ljubljana)              | Sara Frece (BTC City Ljubljana)                   | Tjaša Rutar (BTC City Ljubljana)                  | [ 60 ]                                            |
| 12. junij 2015   | Ljubljana                                         | 22 km                                             | Polona Batagelj (BTC City Ljubljana)              | Alenka Novak (BTC City Ljubljana)                 | Urša Pintar (BTC City Ljubljana)                  | [ 61 ]                                            |
| 10. junij 2016   | Ljubljana                                         | 22 km                                             | Urša Pintar (BTC City Ljubljana)                  | Alenka Novak (n/a)                                | Urška Žigart (BTC City Ljubljana)                 | [ 62 ]                                            |
| 9. junij 2017    | Ljubljana                                         | 21,2 km                                           | Urša Pintar (BTC City Ljubljana)                  | Polona Batagelj (BTC City Ljubljana)              | Alenka Novak (Adria Mobil)                        | [ 63 ]                                            |
| 8. junij 2018    | Ljubljana                                         | 22 km                                             | Eugenia Bujak (BTC City Ljubljana)                | Urša Pintar (BTC City Ljubljana)                  | Polona Batagelj (BTC City Ljubljana)              | [ 38 ]                                            |
| 7. junij 2019    | Ljubljana                                         | 22 km                                             | Eugenia Bujak (BTC City Ljubljana)                | Urša Pintar (BTC City Ljubljana)                  | Urška Žigart (BTC City Ljubljana)                 | [ 64 ]                                            |
| 28. junij 2020   | Pokljuka                                          | 15,7 km                                           | Urška Žigart (Alé BTC Ljubljana)                  | Blaža Klemenčič (Habitat Mountainbike Team)       | Urška Bravec (Alé BTC Ljubljana)                  | [ 41 ]                                            |
| 17. junij 2021   | Koper                                             | 21,2 km                                           | Eugenia Bujak (Alé BTC Ljubljana)                 | Urša Pintar (Alé BTC Ljubljana)                   | Urška Žigart (Team BikeExchange)                  | [ 65 ] [ 66 ]                                     |
| 23. junij 2022   | Karteljevo                                        | 14,4 km                                           | Urška Žigart (Team BikeExchange–Jayco)            | Eugenia Bujak (UAE Team ADQ)                      | Urša Pintar (UAE Team ADQ)                        | [ 67 ]                                            |
| 22. junij 2023   | Pokljuka                                          | 15,7 km                                           | Urška Žigart (Team Jayco–AlUla)                   | Urša Pintar (BTC City Ljubljana Scott)            | Nika Bobnar (BTC City Ljubljana Scott)            | [ 44 ]                                            |
| 20. junij 2024   | Trebnje                                           | 20 km                                             | Urška Žigart (Team Jayco–AlUla)                   | Hana Žumer (BTC City Ljubljana Zhiraf Amb)        | Ema Pirš (BTC City Ljubljana Zhiraf Amb)          | [ 45 ] [ 46 ]                                     |
| 27. junij 2025   | Celje                                             | 21,7 km                                           | Eugenia Bujak (Cofidis)                           | Urška Žigart (AG Insurance–Soudal)                | Vita Movrin                                       | [ 47 ]                                            |

1. ↑  Solkan (2007) – na štartu ženske tekme je bila samo ena tekmovalka.

## Poglej tudi
- Državno prvenstvo Slovenije v cestni dirki